# Marko Baacke
Marko Baacke (né le 10 février 1980 à Friedrichroda) est un ancien spécialiste allemand du combiné nordique. 

## Biographie
Après ses débuts internationaux effectués en 1999, il prend part à la Coupe du monde à partir de 2000, année où il est deux fois médaillé d'argent aux Championnats du monde junior.
Durant l'hiver 2000-2001, il obtient trois podiums en Coupe du monde, finissant à la septième place au classement général. C'est lors de cette saison qu'il devient champion du monde du sprint à Lahti. En novembre 2001, il se blesse à l'entraînement après une chute en saut à ski en Finlande. Marko Baacke est ainsi opéré du rein gauche et de la rate. Loupant la saison 2001-2002, il fait son retour pour l'édition 2002-2003 de la Coupe du monde, terminant plusieurs fois dans les vingt premiers. Ce sont ses derniers résultats significatifs puisqu'il ne marquera plus de points en Coupe du monde. Il prend sa retraite sportive avant l'hiver 2004-2005, justifiant sa décision qu'il n'arrivait plus à surmonter sa peur contractée lors de son accident en 2001, bien que physiquement il avait récupéré,.

## Palmarès

### Championnats du monde
| Épreuve / Édition      | Épreuve / Édition      | Lahti 2001 |
| Sprint                 | Sprint                 | Or         |
| Individuel (Gundersen) | Individuel (Gundersen) | 8e         |
| Par équipes            | Par équipes            | 4e         |

### Coupe du monde
- Meilleur classement : 7e en 2001.
- 3 podiums individuels.